# Wardlow (Metro de Los Ángeles)
Wardlow es una estación en la línea A del Metro de Los Ángeles y es administrada por la Autoridad de Transporte Metropolitano del Condado de Los Ángeles. Se encuentra localizada en Long Beach (California), entre Pacific Place y cerca de la Interestatal 405.

## Conexiones de autobuses
- Long Beach Transit: 1, 131, 181, 182